# Молодіжний чемпіонат Європи з футболу 2019
Чемпіонат Європи з футболу 2019 серед молодіжних команд — міжнародний футбольний турнір під егідою УЄФА серед молодіжних збірних команд країн зони УЄФА. Проходив в Італії та Сан-Марино з 16 по 30 червня 2019 року. У фіналі Іспанія перемогла Німеччину з рахунком 2:1, виборовши п'ятий титул в історії чемпіонату.

## Формат
У відбірному турнірі беруть участь представники всіх асоціацій-членів УЄФА. Спочатку вони змагаються на груповому етапі, після чого переможці груп напряму виходять до фінальної частини, а чотири найкращі збірні, що посіли другі місця, сперечаються в матчах плей-оф за дві путівки до фіналу. Господарі вирішального раунду отримують там місце автоматично.
У рамках фінального турніру учасники розбиваються на три групи, переможці з котрих виходять до півфіналу, а також найкраща збірна серед тих, що посіли другі місця. Якщо турнір проводиться напередодні літніх Олімпійських ігор, то він одночасно вважається їх кваліфікацією.

## Регламент
Регламент чемпіонату Європи серед молоді до 21 року був розроблений адміністрацією УЄФА, потім погоджений з Комітетом національних збірних, а далі переданий на затвердження Виконавчого комітету УЄФА.
У молодіжному чемпіонаті Європи-2019 можуть брати участь гравці, народжені після 1 січня 1996 року включно.

## Учасники
| Збірна    | Найвищі досягнення                               |
| --------- | ------------------------------------------------ |
| Італія    | Господар Чемпіони (1992, 1994, 1996, 2000, 2004) |
| Іспанія   | Чемпіони (1986, 1998, 2011, 2013)                |
| Франція   | Чемпіони (1988)                                  |
| Англія    | Чемпіони (1982, 1984)                            |
| Сербія    | Чемпіони 1978 1                                  |
| Німеччина | Чемпіони (2009, 2017)                            |
| Хорватія  | Груповий етап (2000, 2004)                       |
| Данія     | Півфінал (1992, 2015)                            |
| Бельгія   | Півфінал (2007)                                  |
| Румунія   | Чвертьфінал (1998)                               |
| Польща    | Чвертьфінал (1982, 1984, 1986, 1992, 1994)       |
| Австрія   | Дебют                                            |

1 Як Югославія

### Фінальне жеребкування
Жеребкування турніру відбулось 23 листопада 2018 року о 18:00 CET (UTC+1) у штаб-квартирі Lamborghini в місті Сант'Агата-Болоньєзе, і провів її посол турніру Андреа Пірло, що сам вигравав змагання у 2000 році.
12 команд були розділені на 3 групи по 4 збірних. Господарі Італійці автоматично зайняли місце у Групі А. Кожна група мала включати до свого складу або господарів, або одну команду з Кошику 1,  у команду з Кошика 2 і дві команди з Кошика 3. Збірні у кошиках були розподілені за такою формою:
| Збірна |
| ------ |
| Італія |

| Збірні    | Коефіцієнт |
| --------- | ---------- |
| Німеччина | 39,913     |
| Англія    | 37,946     |

| Збірні  | Коефіцієнт |
| ------- | ---------- |
| Іспанія | 37,774     |
| Данія   | 35,533     |
| Франція | 35,182     |

| Збірні   | Коефіцієнт |
| -------- | ---------- |
| Сербія   | 33,083     |
| Хорватія | 32,952     |
| Бельгія  | 32,122     |
| Австрія  | 31,767     |
| Польща   | 30,946     |
| Румунія  | 29,259     |

## Міста та стадіони
9 грудня 2016 року Італійська федерація футболу визначила шість міст та арен (включно одну арену Сан-Марино), де пройдуть матчі чемпіонату-2019.
| Болонья                                                  | Реджо-нель-Емілія                   | Чезена              |
| -------------------------------------------------------- | ----------------------------------- | ------------------- |
| Ренато Даль'Ара                                          | Стадіо Мапеі - Чітта дель Тріколоре | Стадіо Діно Мануцці |
| Місткість: 38,279                                        | Місткість: 21,525                   | Місткість: 20,198   |
|                                                          |                                     |                     |
| Трієст                                                   | Удіне                               | Серравалле          |
| Нерео Рокко                                              | Стадіо Фріулі                       | Сан-Марино Стедіум  |
| Місткість: 28,565                                        | Місткість: 25,144                   | Місткість: 5,250    |
|                                                          |                                     |                     |
| Болонья Реджо-нель-Емілія Чезена Трієст Удіне Серравалле |                                     |                     |

## Арбітри
| Країна     | Арбітр            | 1-ий асистент       | 2-ий асистент           |
| ---------- | ----------------- | ------------------- | ----------------------- |
| Білорусь   | Олексій Кульбаков | Дмитро Жук          | Олег Маслянка           |
| Болгарія   | Георгі Кабаков    | Мартін Маргарітов   | Діян Валков             |
| Ізраїль    | Орел Грінфельд    | Рой Хассан          | Ідан Ярконі             |
| Латвія     | Андріс Трейманіс  | Гаральдс Гудерманіс | Олексій Спасьонников    |
| Нідерланди | Сердар Гезюбююк   | Шарлес Шаап         | Ян де Вріс              |
| Румунія    | Іштван Ковач      | Міхай Овідіу Артене | Васіле Флорін Марінеску |
| Шотландія  | Боббі Медден      | Френсіс Коннор      | Девід Рум               |
| Сербія     | Срджан Йованович  | Урош Стойкович      | Милан Михайлович        |
| Швеція     | Андреас Екберг    | Мехмет Кулум        | Стефан Халберг          |

Відеоасистенти арбітра (VAR)
- Стюарт Аттвелл & Пол Тірні (Англія)
- Рікардо де Бургос & Хав'єр Естрада Фернандес (Іспанія)
- Рудді Буке & Франсуа Летекс'є (Франція)
- Крістіан Дінгерт & Тобіас Штілер  (Німеччина)
- Мікаель Фаббрі & Марко Гуїда  (Італія)
- Йохем Камфейс & Бас Нейгейс (Нідерланди)
- Луїш Мігел Бранку Годінью & Жуан Педру Сілва Пінейру (Португалія)

## Склади
Кожна національна команда мала подати заявку з 23 гравців, троє з яких повинні бути воротарями, принаймні за 10 днів до першого матчу. Якщо гравець отримав серйозну травму, команда могла замінити його іншим гравцем до початку турніру.

## Груповий етап

### Група A
| Поз | Команда     | І | В | Н | П | ГЗ | ГП | РГ | О | Кваліфікація                                                    |
| --- | ----------- | - | - | - | - | -- | -- | -- | - | --------------------------------------------------------------- |
| 1   | Іспанія (A) | 3 | 2 | 0 | 1 | 8  | 4  | +4 | 6 | Переможець групи та кваліфікація на Літні Олімпійські ігри 2020 |
| 2   | Італія (H)  | 3 | 2 | 0 | 1 | 6  | 3  | +3 | 6 |                                                                 |
| 3   | Польща (E)  | 3 | 2 | 0 | 1 | 4  | 7  | −3 | 6 |                                                                 |
| 4   | Бельгія (E) | 3 | 0 | 0 | 3 | 4  | 8  | −4 | 0 |                                                                 |

1. 1 2 3  Різниця м'ячів в особистих зустрічах: Іспанія +3, Італія +1, Польща –4.

| 16 червня 2019 18:30 |

| Польща                                   | 3–2      | Бельгія                |
| ---------------------------------------- | -------- | ---------------------- |
| Журковський 26' Белік 52' Шиманський 79' | Протокол | Лея Ісека 16' Колс 84' |

| Стадіо Мапеі - Чітта дель Тріколоре, Реджо-нель-Емілія Глядачів: 2,534 Арбітр: Іштван Ковач (Румунія) |

| 16 червня 2019 21:00 |

| Італія                               | 3–1      | Іспанія      |
| ------------------------------------ | -------- | ------------ |
| К'єза 36', 64' Пеллегріні 82' (пен.) | Протокол | Себальйос 9' |

| Ренато Даль'Ара, Болонья Глядачів: 26,432 Арбітр: Сердар Гезюбююк (Нідерланди) |

| 19 червня 2019 18:30 |

| Іспанія               | 2–1      | Бельгія    |
| --------------------- | -------- | ---------- |
| Ольмо 7' Форнальс 89' | Протокол | Борнау 24' |

| Стадіо Мапеі - Чітта дель Тріколоре, Реджо-нель-Емілія Глядачів: 2,738 Арбітр: Андріс Трейманіс (Латвія) |

| 19 червня 2019 21:00 |

| Італія | 0–1      | Польща    |
| ------ | -------- | --------- |
|        | Протокол | Белік 40' |

| Ренато Даль'Ара, Болонья Глядачів: 26,890 Арбітр: Олексій Кульбаков (Білорусь) |

| 22 червня 2019 21:00 |

| Бельгія       | 1–3      | Італія                            |
| ------------- | -------- | --------------------------------- |
| Верхаерен 79' | Протокол | Барелла 44' Кутроне 53' К'єза 89' |

| Стадіо Мапеі - Чітта дель Тріколоре, Реджо-нель-Емілія Глядачів: 20,075 Арбітр: Срджан Йованович (Сербія) |

| 22 червня 2019 21:00 |

| Іспанія                                                          | 5–0      | Польща |
| ---------------------------------------------------------------- | -------- | ------ |
| Форнальс 17' Оярсабаль 35' Фабіан 39' Себальйос 71' Майораль 90' | Протокол |        |

| Ренато Даль'Ара, Болонья Глядачів: 3,122 Арбітр: Боббі Медден (Шотландія) |

### Група В
| Поз | Команда       | І | В | Н | П | ГЗ | ГП | РГ | О | Кваліфікація                                                    |
| --- | ------------- | - | - | - | - | -- | -- | -- | - | --------------------------------------------------------------- |
| 1   | Німеччина (A) | 3 | 2 | 1 | 0 | 10 | 3  | +7 | 7 | Переможець групи та кваліфікація на Літні Олімпійські ігри 2020 |
| 2   | Данія (E)     | 3 | 2 | 0 | 1 | 6  | 4  | +2 | 6 |                                                                 |
| 3   | Австрія (E)   | 3 | 1 | 1 | 1 | 4  | 4  | 0  | 4 |                                                                 |
| 4   | Сербія (E)    | 3 | 0 | 0 | 3 | 1  | 10 | −9 | 0 |                                                                 |

| 17 червня 2019 18:30 |

| Сербія | 0–2      | Австрія              |
| ------ | -------- | -------------------- |
|        | Протокол | Вольф 37' Хорват 78' |

| Нерео Рокко, Трієст Глядачів: 5,421 Арбітр: Андреас Екберг (Швеція) |

| 17 червня 2019 21:00 |

| Німеччина                      | 3–1      | Данія           |
| ------------------------------ | -------- | --------------- |
| Ріхтер 28', 52' Вальдшмідт 65' | Протокол | Сков 73' (пен.) |

| Стадіо Фріулі, Удіне Глядачів: 7,131 Арбітр: Орел Грінфельд (Ізраїль) |

| 20 червня 2019 18:30 |

| Данія                       | 3–1      | Австрія     |
| --------------------------- | -------- | ----------- |
| Мехле 33', 77' Ольсен 90+3' | Протокол | Лінгарт 47' |

| Стадіо Фріулі, Удіне Глядачів: 7,297 Арбітр: Георгі Кабаков (Болгарія) |

| 20 червня 2019 21:00 |

| Німеччина                                               | 6–1      | Сербія              |
| ------------------------------------------------------- | -------- | ------------------- |
| Ріхтер 16' Вальдшмідт 30', 37', 80' Дауд 69' Маєр 90+2' | Протокол | Живкович 85' (пен.) |

| Нерео Рокко, Трієст Глядачів: 9,837 Арбітр: Іштван Ковач (Румунія) |

| 23 червня 2019 21:00 |

| Австрія          | 1–1      | Німеччина      |
| ---------------- | -------- | -------------- |
| Дансо 24' (пен.) | Протокол | Вальдшмідт 14' |

| Стадіо Фріулі, Удіне Глядачів: 9,100 Арбітр: Андріс Трейманіс (Латвія) |

| 23 червня 2019 21:00 |

| Данія                          | 2–0      | Сербія |
| ------------------------------ | -------- | ------ |
| Бруун Ларсен 21' Расмуссен 51' | Протокол |        |

| Нерео Рокко, Трієст Глядачів: 4,543 Арбітр: Олексій Кульбаков (Білорусь) |

### Група С
| Поз | Команда  | І | В | Н | П | ГЗ | ГП | РГ | О | Кваліфікація                                |
| --- | -------- | - | - | - | - | -- | -- | -- | - | ------------------------------------------- |
| 1   | Румунія  | 3 | 2 | 1 | 0 | 8  | 3  | +5 | 7 | Кваліфікація на Літні Олімпійські ігри 2020 |
| 2   | Франція  | 3 | 2 | 1 | 0 | 3  | 1  | +2 | 7 | Кваліфікація на Літні Олімпійські ігри 2020 |
| 3   | Англія   | 3 | 0 | 1 | 2 | 6  | 9  | −3 | 1 |                                             |
| 4   | Хорватія | 3 | 0 | 1 | 2 | 4  | 8  | −4 | 1 |                                             |

1. ↑  Англія не бере участі у відборі до Олімпіади.

| 18 червня 2019 18:30 |

| Румунія                                            | 4–1      | Хорватія   |
| -------------------------------------------------- | -------- | ---------- |
| Пушкаш 11' (пен.) Хаджі 14' Белуце 66' Петре 90+3' | Протокол | Влашич 18' |

| Сан-Марино Стедіум, Серравалле Арбітр: Боббі Медден (Шотландія) |

| 18 червня 2019 21:00 |

| Англія    | 1–2      | Франція                          |
| --------- | -------- | -------------------------------- |
| Фоден 54' | Протокол | Іконе 89' Ван-Біссака 90+5' (аг) |

| Стадіо Діно Мануцці, Чезена Арбітр: Срджан Йованович (Сербія) |

| 21 червня 2019 18:30 |

| Англія               | 2–4      | Румунія                                      |
| -------------------- | -------- | -------------------------------------------- |
| Грей 79' Абрагам 87' | Протокол | Пушкаш 76' (пен.) Хаджі 85' Коман 89', 90+3' |

| Стадіо Діно Мануцці, Чезена Глядачів: 8,440 Арбітр: Андреас Екберг (Швеція) |

| 21 червня 2019 21:00 |

| Франція    | 1–0      | Хорватія |
| ---------- | -------- | -------- |
| Дембеле 8' | Протокол |          |

| Сан-Марино Стедіум, Серравалле Глядачів: 3,416 Арбітр: Сердар Гезюбююк (Нідерланди) |

| 24 червня 2019 21:00 |

| Хорватія                    | 3–3      | Англія                                   |
| --------------------------- | -------- | ---------------------------------------- |
| Брекало 39', 82' Влашич 62' | Протокол | Нелсон 11' (пен.) Меддісон 48' Кенні 70' |

| Сан-Марино Стедіум, Серравалле Глядачів: 3,512 Арбітр: Орел Грінфельд (Ізраїль) |

| 24 червня 2019 21:00 |

| Франція | 0–0      | Румунія |
| ------- | -------- | ------- |
|         | Протокол |         |

| Стадіо Діно Мануцці, Чезена Глядачів: 12,861 Арбітр: Георгі Кабаков (Болгарія) |

### Збірні, що посіли друге місце
| Поз | Груп | Команда | І | В | Н | П | ГЗ | ГП | РГ | О | Кваліфікація                                |
| --- | ---- | ------- | - | - | - | - | -- | -- | -- | - | ------------------------------------------- |
| 1   | C    | Франція | 3 | 2 | 1 | 0 | 3  | 1  | +2 | 7 | Кваліфікація на Літні Олімпійські ігри 2020 |
| 2   | A    | Італія  | 3 | 2 | 0 | 1 | 6  | 3  | +3 | 6 |                                             |
| 3   | B    | Данія   | 3 | 2 | 0 | 1 | 6  | 4  | +2 | 6 |                                             |

## Плей-оф
|  | Півфінали                     | Півфінали |                   |   | Фінал | Фінал |
|  |                               |           |                   |   |       |       |
|  | 27 червня – Болонья           |           |                   |   |       |       |
|  |                               |           |                   |   |       |       |
|  | Іспанія                       | 4         |                   |   |       |       |
|  | Іспанія                       | 4         | 30 червня – Удіне |   |       |       |
|  | Франція                       | 1         |                   |   |       |       |
|  | Франція                       | 1         | Іспанія           | 2 |       |       |
|  | 27 червня – Реджо-нель-Емілія |           | Іспанія           | 2 |       |       |
|  |                               | Німеччина | 1                 |   |       |       |
|  | Німеччина                     | Німеччина | 1                 | 4 |       |       |
|  | Німеччина                     |           |                   | 4 |       |       |
|  | Румунія                       | 2         |                   |   |       |       |
|  | Румунія                       | 2         |                   |   |       |       |

### Півфінали
| 27 червня 2019 18:00 |

| Німеччина                                   | 4–2      | Румунія                |
| ------------------------------------------- | -------- | ---------------------- |
| Амірі 21', 90+4' Вальдшмідт 51' (пен.), 90' | Протокол | Пушкаш 26' (пен.), 44' |

| Стадіо Мапеі - Чітта дель Тріколоре, Реджо-нель-Емілія Глядачів: 16,211 Арбітр: Орел Грінфельд (Ізраїль) |

| 27 червня 2019 21:00 |

| Іспанія                                                          | 4–1      | Франція           |
| ---------------------------------------------------------------- | -------- | ----------------- |
| Марк Рока 28' Оярсабаль 45+5' (пен.) Дані Ольмо 47' Майораль 67' | Протокол | Матета 16' (пен.) |

| Ренато Даль'Ара, Болонья Глядачів: 6,522 Арбітр: Георгі Кабаков (Болгарія) |

### Фінал
| 30 червня 2019 20:45 |

| Іспанія           | 2–1      | Німеччина |
| ----------------- | -------- | --------- |
| Руїс 7' Ольмо 69' | Протокол | Амірі 88' |

| Стадіо Фріулі, Удіне Глядачів: 23,232 Арбітр: Срджан Йованович (Сербія) |

| Чемпіон Європи 2019 |
| ------------------- |
| Іспанія 5-й титул   |

## Збірні що кваліфікувались на Літні Олімпійські ігри 2020
| Збірна    | Дата кваліфікації | Попередні виступи на літніх Олімпіадах1                                     |
| --------- | ----------------- | --------------------------------------------------------------------------- |
| Іспанія   | 22 червня 2019    | 10 (1920, 1924, 1928, 1968, 1976, 1980, 1992, 1996, 2000, 2012)             |
| Німеччина | 23 червня 2019    | 9 (1912, 1928, 1936, 1952, 19562, 19722, 19842, 19882, 2016)                |
| Румунія   | 24 червня 2019    | 3 (1924, 1952, 1964)                                                        |
| Франція   | 24 червня 2019    | 12 (1900, 1908, 1920, 1924, 1928, 1948, 1952, 1960, 1968, 1976, 1984, 1996) |

1 Жирний означає переможця чемпіонату. Курсивом зазначено господаря турніру.
2 Команда представляла Об'єднану команду Німеччини у 1956 році та Федеративну Республіку Німеччини (тобто, Західну Німеччину) у 1972, 1984 та 1988 роках.